# عثمان يونس
عثمان يونس (بالإنجليزية: Osman Yunis)‏ من مواليد 13 مارس 1982 في بو في سيراليون، وهو لاعب كرة قدم سيراليوني. ويلعب مع نادي الميناء ومنتخب سيراليون لكرة القدم.
ويكيبيديا:محتوى غير حر

## وصلات خارجية
- عثمان يونس على موقع قاعدة بيانات كرة القدم.إي يو (الإنجليزية)
- عثمان يونس على موقع ناشيونال فوتبول تيمز (الإنجليزية)